# 棒果芥属
棒果芥属（学名：Sterigmostemum）是十字花科下的一个属，为一年生或二年生草本植物。该属共有6种，分布于亚洲西南部至中亚。